# Беюк нагара
Беюк нагара (свадебная нагара или «Кьос нагара») (азерб. Böyük nağara) — азербайджанский народный ударный музыкальный инструмент. Один из самых распространённых ударных инструментов в народной музыке Азербайджана. Самый крупный из всех видов нагары.

## Этимология
В переводе «нагара» означает «постукивание», а «беюк» — «большой».

## Описание
Кьос нагара крупной конструкции в настоящее время забыта, но в несколько уменьшенной форме в используется в ансамбле зурначей. Беюк нагара часто используется в сочетании с джура нагарой. Возможности её несколько ограничены. На этой нагаре играют только на открытом воздухе, часто на свадьбах и праздниках, стуча по обеим её сторонам двумя деревянными палочками. Корпус инструмента цилиндрической формы изготавливается из твёрдых пород дерева, с двух сторон на которое натягивается кожа. Диаметр корпуса 400-450 мм, высота 500-550 мм.